# Ортранд
Ортранд (њем. Ortrand) град је у њемачкој савезној држави Бранденбург. Једно је од 25 општинских средишта округа Обершпревалд-Лаузиц. Према процјени из 2010. у граду је живјело 2.316 становника. Посједује регионалну шифру (AGS) 12066240.

## Географски и демографски подаци
Ортранд се налази у савезној држави Бранденбург у округу Обершпревалд-Лаузиц. Град се налази на надморској висини од 110 метара. Површина општине износи 7,4 km². У самом граду је, према процјени из 2010. године, живјело 2.316 становника. Просјечна густина становништва износи 315 становника/km².